# VSV in het seizoen 1960/61
Het seizoen 1960/1961 was het zevende jaar in het bestaan van de Velsense betaaldvoetbalclub VSV. De club kwam uit in de Nederlandse Eerste divisie B en eindigde daarin op de 12e plaats. Tevens deed de club mee aan het toernooi om de KNVB beker, maar werd in de groepsfase uitgeschakeld.

## Wedstrijdstatistieken

### Eerste divisie B
|       | Be Quick | Blauw-Wit | DHC   | EBOH  | Excelsior | Eindhoven | Go Ahead | Heerenveen | Helmond | Heracles | 't Gooi | RCH   | SHS   | Sittardia | SVV   | Wageningen | ZFC   |
| ----- | -------- | --------- | ----- | ----- | --------- | --------- | -------- | ---------- | ------- | -------- | ------- | ----- | ----- | --------- | ----- | ---------- | ----- |
| Thuis | 2 – 1    | 1 – 5     | 0 – 4 | 5 – 0 | 2 – 0     | 0 – 5     | 1 – 3    | 1 – 2      | 1 – 0   | 4 – 1    | 1 – 2   | 0 – 0 | 4 – 1 | 0 – 0     | 0 – 2 | 2 – 0      | 0 – 2 |
| Uit   | 2 – 6    | 1 – 0     | 4 – 1 | 3 – 4 | 1 – 2     | 5 – 0     | 1 – 1    | 2 – 0      | 1 – 1   | 2 – 1    | 10 – 2  | 2 – 4 | 1 – 0 | 2 – 1     | 1 – 0 | 2 – 2      | 1 – 2 |

### KNVB beker
| Groepsfase                                   | Stormvogels                                        | 4 – 1 (2 – 1) | VSV                                             |
| 14 augustus 1960 Plaats: Velsen Schoonenberg | Ko Bakker 5' Siem de Graaf 40' Henk Snoeks 60', –' |               | 43' Cor van der Hijden                          |
| Groepsfase                                   | VSV                                                | 3 – 3 (2 – 2) | KFC                                             |
| 17 augustus 1960 Plaats: Velsen Schoonenberg | Piet Jager 15', –' (pen.) Ger Farenhorst 16'       |               | 2' Henk van Vlierden 33' Anton Hagens Eddy Blok |
| Groepsfase                                   | VSV                                                | 1 – 2 (1 – 2) | Alkmaar '54                                     |
| 12 februari 1961 Plaats: Velsen Schoonenberg | Olof Hendriksen 4'                                 |               | 21' Arie Koopman 44' Jan Smidt                  |
| Groepsfase                                   | ZFC                                                | 5 – 1 (2 – 1) | VSV                                             |
| 15 maart 1961 Plaats: Velsen Schoonenberg    | André Schuerman 1', –', –', –' Piet van der Bor    |               | Ron Versluis                                    |

## Statistieken VSV 1960/1961

### Eindstand VSV in de Nederlandse Eerste divisie B 1960 / 1961
| Stand | Gespeeld | Gewonnen | Gelijk | Verloren | Punten | Doelpunten voor | Doelpunten tegen |
| ----- | -------- | -------- | ------ | -------- | ------ | --------------- | ---------------- |
| 12e   | 34       | 12       | 5      | 17       | 29     | 51              | 69               |

### Topscorers
| #                    | Naam             | Goal |
| -------------------- | ---------------- | ---- |
| 1.                   | Cor Heijmans     | 11   |
| 2.                   | Gerry van Dolder | 10   |
| 3.                   | Ger Farenhorst   | 8    |
| 4.                   | Piet Jager       | 4    |
| 5.                   | Cor Brom         | 3    |
| 5.                   | Arno Uniken      | 3    |
| 5.                   | Wim Zoeteman     | 3    |
| 8.                   | Ted Immers       | 2    |
| 8.                   | Jan Rijnders     | 2    |
| 10.                  | Jan Brederveld   | 1    |
| 10.                  | Cor Schoon       | 1    |
| 10.                  | Ron Versluis     | 1    |
| Onbekende doelpunten |                  |      |
| –                    | Onbekend         | 2    |
| Totaal               | Totaal           | 51   |

| #      | Naam               | Goal |
| ------ | ------------------ | ---- |
| 1.     | Piet Jager         | 2    |
| 2.     | Ger Farenhorst     | 1    |
| 2.     | Cor van der Hijden | 1    |
| 2.     | Olof Hendriksen    | 1    |
| 2.     | Ron Versluis       | 1    |
| Totaal | Totaal             | 6    |